# Leaf Brands
Leaf Brands, LLC es una empresa de caramelos con sede en Newport Coast, Newport Beach, California en los Estados Unidos. Leaf Candy Company original comenzó en la década de 1920. Leaf Brands fue una vez el cuarto productor de dulces más grande de América del Norte, produciendo productos como Whoppers, Jolly Rancher, Milk Duds, chicle Rain-Blo, la Heath bar y PayDay, antes de que la división estadounidense se vendiera a The Hershey Company en 1996 y saliera de los Estados Unidos.
En 2011, la compañía revivió y debutó oficialmente en la Sweets & Snacks Expo 2011. Ellia Kassoff, el sobrino de Ed Leaf, (posiblemente un pariente de Sol S. Leaf, el fundador de la Leaf Candy Company), es el director ejecutivo. La empresa registró la marca Hydrox, que había sido abandonada por Kellogg's, su antiguo propietaria, y recreó la marca de galletas tipo sándwich de chocolate con relleno cremoso, la cual estaba fuera de producción desde 1999. Leaf Brands comenzó a vender el producto a través de Amazon Marketplace en septiembre de 2015.

## Marcas actuales
- Astro Pops
- Astro Pop Asteroids
- Astro Pops Sodas
- David's Signature "Beyond Gourmet" Jelly Beans
- Farts Candy
- Hydrox
- Tart 'n' Tinys
- Wacky Wafers
- Yummers!